# Borussia Verein für Leibesübungen 1900 Mönchengladbach 1963-1964
Questa voce raccoglie le informazioni riguardanti il Borussia Verein für Leibesübungen 1900 Mönchengladbach nelle competizioni ufficiali della stagione 1963-1964.

## Stagione
Nella stagione 1963-1964 il Borussia Mönchengladbach, allenato da Fritz Langner e Hennes Weisweiler, concluse il campionato di Regionalliga ovest all'8º posto. In Coppa di Germania il Borussia Mönchengladbach fu eliminato al primo turno dall'Altona 93.
Nel 1963 nacque la Bundesliga, ma il Borussia non riuscì a qualificarsi per la serie maggiore e si vide costretto a ripartire dalla Regionalliga Ovest dove si classificò all'8º posto con un totale di 17 vittorie, 7 pareggi e 14 sconfitte. 
Il capocannoniere della squadra fu Ulrich Kohn con 22 gol.

## Rosa
| N. |                     | Ruolo | Calciatore           |
| -- | ------------------- | ----- | -------------------- |
|    | Germania (bandiera) | P     | Manfred Orzessek     |
|    | Germania (bandiera) | D     | Heinz Crawatzo       |
|    | Germania (bandiera) | D     | Heinz de Lange       |
|    | Germania (bandiera) | D     | Arno Ernst           |
|    | Germania (bandiera) | D     | Siegmar Gollers      |
|    | Germania (bandiera) | D     | Horst-Dieter Höttges |
|    | Germania (bandiera) | D     | Albert Jansen        |
|    | Germania (bandiera) | D     | Heinz Lowin          |
|    | Germania (bandiera) | D     | Gerd Schommen        |

| N. |                     | Ruolo | Calciatore           |
| -- | ------------------- | ----- | -------------------- |
|    | Germania (bandiera) | D     | Walter Wimmer        |
|    | Germania (bandiera) | C     | Egon Milder          |
|    | Germania (bandiera) | C     | Karl-Heinz Mülhausen |
|    | Germania (bandiera) | C     | Günter Netzer        |
|    | Germania (bandiera) | C     | Rudolf Pöggeler      |
|    | Germania (bandiera) | C     | Heinz-Willi Raßmanns |
|    | Germania (bandiera) | A     | Ulrich Kohn          |
|    | Germania (bandiera) | A     | Herbert Laumen       |
|    | Germania (bandiera) | A     | Werner Weigel        |

## Organigramma societario
Area tecnica
- Allenatore: Hennes Weisweiler

## Calciomercato

### Sessione estiva
| Acquisti | Acquisti        | Acquisti          | Acquisti |
| R.       | Nome            | da                | Modalità |
| -------- | --------------- | ----------------- | -------- |
| C        | Egon Milder     | Bochum            |          |
| C        | Rudolf Pöggeler | Westfalia Herne   |          |
| A        | Werner Weigel   | Rhenania Würselen |          |

| Cessioni | Cessioni            | Cessioni          | Cessioni |
| R.       | Nome                | a                 | Modalità |
| -------- | ------------------- | ----------------- | -------- |
| A        | Franz Brungs        | Borussia Dortmund |          |
| C        | Siegfried Burkhardt | Herten            |          |
| D        | Friedhelm Frontzeck | VVV-Venlo         |          |
| C        | Hans Göbbels        | VVV-Venlo         |          |

## Risultati

### Regionalliga

#### Girone di andata
| 4 agosto 1963 1ª giornata | RW Oberhausen | 2 – 1 | Borussia M'gladbach |  |

| 11 agosto 1963 2ª giornata | Borussia M'gladbach | 4 – 0 | STV Horst-Emscher |  |

| 18 agosto 1963 3ª giornata | Schwarz-Weiß Essen | 1 – 5 | Borussia M'gladbach |  |

| 25 agosto 1963 4ª giornata | Borussia M'gladbach | 2 – 3 | Alemannia Aquisgrana |  |

| 1º settembre 1963 5ª giornata | Borussia M'gladbach | 1 – 1 | Bottrop |  |

| 8 settembre 1963 6ª giornata | Fortuna Düsseldorf | 2 – 1 | Borussia M'gladbach |  |

| 15 settembre 1963 7ª giornata | Borussia M'gladbach | 0 – 2 | Viktoria Colonia |  |

| 22 settembre 1963 8ª giornata | Hamborn 07 | 1 – 0 | Borussia M'gladbach |  |

| 29 settembre 1963 9ª giornata | Borussia M'gladbach | 6 – 1 | Lüner |  |

| 6 ottobre 1963 10ª giornata | Herten | 3 – 1 | Borussia M'gladbach |  |

| Arbitro: | Rudloff |

|                          |           |  |
| Pöggeler 8’ Schommen 75’ | Marcatori |  |

| Essen 20 ottobre 1963 12ª giornata                                                   | Rot-Weiss Essen | 1 – 5 referto                        | Borussia M'gladbach | Stadion an der Hafenstraße (9 000 spett.) |
| \| \| \| \| \| Hasebrink 22’ \| Marcatori \| 15’, 20’, 47’ Pöggeler 60’, 62’ Kohn \| |                 |                                      |                     |                                           |
|                                                                                      |                 |                                      |                     |                                           |
| Hasebrink 22’                                                                        | Marcatori       | 15’, 20’, 47’ Pöggeler 60’, 62’ Kohn |                     |                                           |

| Arbitro: | Epping |

|                   |           |                                       |
| Bohnes 43’ (aut.) | Marcatori | 53’ Eßkuchen 85’ Schlösser 88’ Wacker |

| Arbitro: | Siepe |

|  |           |                 |
|  | Marcatori | 74’, 90’ Netzer |

| Arbitro: | Radermacher |

|                        |           |             |
| Pöggeler 57’, 82’, 84’ | Marcatori | 37’ Stötzel |

| Arbitro: | Voß |

|                               |           |  |
| Kubaschek 26’ Heydenreich 42’ | Marcatori |  |

| Arbitro: | Dreuw |

|                                              |           |  |
| Mülhausen 7’, 50’ Kohn 11’, 85’ Pöggeler 57’ | Marcatori |  |

| Arbitro: | Stöcklein |

|            |           |              |
| Tönges 58’ | Marcatori | 74’ Crawatzo |

| Arbitro: | Brodüffel |

|               |           |  |
| Mülhausen 49’ | Marcatori |  |

#### Girone di ritorno
| Arbitro: | Niemeyer |

|            |           |                       |
| Hensen 14’ | Marcatori | 32’ Netzer 73’ Laumen |

| Arbitro: | Baumgärtel |

|                            |           |              |
| Milder 16’ Laumen 69’, 89’ | Marcatori | 34’ Lendzian |

| Arbitro: | Wortmann |

|                                       |           |  |
| Martinelli 41’ Gronen 70’ Glenski 88’ | Marcatori |  |

| Arbitro: | Schörnich |

|  |           |          |
|  | Marcatori | 61’ Kohn |

| Mönchengladbach 26 gennaio 1964 24ª giornata | Borussia M'gladbach | 0 – 0 referto | Fortuna Düsseldorf | Bökelbergstadion (20 000 spett.)\| Arbitro: \| Nawrocki \| |
| Arbitro:                                     | Nawrocki            |               |                    |                                                            |

| Arbitro: | Werthmann |

|             |           |             |
| Witczak 19’ | Marcatori | 5’ Pöggeler |

| Arbitro: | Ehlert |

|                   |           |  |
| Mülhausen 5’, 81’ | Marcatori |  |

| Arbitro: | Stöcklein |

|           |           |                          |
| Lowin 75’ | Marcatori | 27’ Steinmann 40’ Kiefer |

| Arbitro: | Radermacher |

|             |           |                     |
| Gugolka 32’ | Marcatori | 24’ Laumen 85’ Kohn |

| Arbitro: | Versien |

|                                     |           |                          |
| Kohn 5’, 39’, 68’, 82’ Pöggeler 57’ | Marcatori | 58’ Blum 67’ Küchmeister |

| Arbitro: | Krumnack |

|                                       |           |  |
| Mülhausen 23’ Schommen 37’ Netzer 88’ | Marcatori |  |

| Arbitro: | Schleißner |

|  |           |                            |
|  | Marcatori | 15’ Crawatzo 63’, 77’ Kohn |

| Arbitro: | Eschweiler |

|                     |           |                                  |
| Kohn 37’ Netzer 55’ | Marcatori | 82’ (aut.) Lowin 88’ Cieslarczyk |

| Arbitro: | Stöcklein |

|          |           |            |
| Poll 21’ | Marcatori | 54’ Laumen |

| Arbitro: | Mix |

|  |           |              |
|  | Marcatori | 12’ Reichert |

| Arbitro: | Niemeyer |

|                            |           |              |
| Ratajczak 20’ Schöngen 77’ | Marcatori | 75’ Pöggeler |

| Arbitro: | Pannhorst |

|  |           |                              |
|  | Marcatori | 43’ Peters 55’ (aut.) Jansen |

| Arbitro: | Bonacker |

|                               |           |                         |
| Möntmann 13’ Flieger 33’, 70’ | Marcatori | 42’ Schommen 69’ Laumen |

| Arbitro: | Nohr |

|           |           |          |
| Haase 74’ | Marcatori | 13’ Kohn |

### Coppa di Germania
| Arbitro: | Regely |

|                        |           |          |
| Wendlandt 22’ Pape 56’ | Marcatori | 20’ Kohn |

## Statistiche

### Statistiche di squadra
| Competizione       | Punti | In casa | In casa | In casa | In casa | In casa | In casa | In trasferta | In trasferta | In trasferta | In trasferta | In trasferta | In trasferta | Totale | Totale | Totale | Totale | Totale | Totale | DR  |
| Competizione       | Punti | G       | V       | N       | P       | Gf      | Gs      | G            | V            | N            | P            | Gf           | Gs           | G      | V      | N      | P      | Gf     | Gs     | DR  |
| ------------------ | ----- | ------- | ------- | ------- | ------- | ------- | ------- | ------------ | ------------ | ------------ | ------------ | ------------ | ------------ | ------ | ------ | ------ | ------ | ------ | ------ | --- |
| Regionalliga ovest | 41    | 19      | 10      | 3       | 6       | 41      | 21      | 19           | 7            | 4            | 8            | 30           | 26           | 38     | 17     | 7      | 14     | 71     | 47     | +24 |
| Coppa di Germania  | -     | 0       | 0       | 0       | 0       | 0       | 0       | 1            | 0            | 0            | 1            | 1            | 2            | 1      | 0      | 0      | 1      | 1      | 2      | -1  |
| Totale             | 41    | 19      | 10      | 3       | 6       | 41      | 21      | 20           | 7            | 4            | 9            | 31           | 28           | 39     | 17     | 7      | 15     | 72     | 49     | +23 |

### Andamento in campionato
| Giornata  | 1  | 2  | 3 | 4 | 5 | 6  | 7  | 8  | 9  | 10 | 11 | 12 | 13 | 14 | 15 | 16 | 17 | 18 | 19 | 20 | 21 | 22 | 23 | 24 | 25 | 26 | 27 | 28 | 29 | 30 | 31 | 32 | 33 | 34 | 35 | 36 | 37 | 38 |
| --------- | -- | -- | - | - | - | -- | -- | -- | -- | -- | -- | -- | -- | -- | -- | -- | -- | -- | -- | -- | -- | -- | -- | -- | -- | -- | -- | -- | -- | -- | -- | -- | -- | -- | -- | -- | -- | -- |
| Luogo     | T  | C  | T | C | C | T  | C  | T  | C  | T  | C  | T  | C  | T  | C  | T  | C  | T  | C  | T  | C  | T  | T  | C  | T  | C  | C  | T  | C  | C  | T  | C  | T  | C  | T  | C  | T  | T  |
| Risultato | P  | V  | V | P | N | P  | P  | P  | V  | P  | V  | V  | P  | V  | V  | P  | V  | N  | V  | V  | V  | P  | V  | N  | N  | V  | P  | V  | V  | V  | V  | N  | N  | P  | P  | P  | P  | N  |
| Posizione | 16 | 10 | 6 | 8 | 8 | 11 | 13 | 15 | 14 | 14 | 13 | 10 | 13 | 11 | 9  | 10 | 9  | 10 | 9  | 8  | 7  | 7  | 7  | 7  | 7  | 7  | 8  | 7  | 7  | 7  | 7  | 7  | 6  | 7  | 7  | 8  | 8  | 8  |

Legenda:

Luogo: C = Casa; T = Trasferta. Risultato: V = Vittoria; N = Pareggio; P = Sconfitta.

### Statistiche dei giocatori
| Giocatore    | Regionalliga ovest | Regionalliga ovest | Regionalliga ovest | Regionalliga ovest | Coppa di Germania | Coppa di Germania | Coppa di Germania | Coppa di Germania | Totale   | Totale | Totale      | Totale     |
| Giocatore    | Presenze           | Reti               | Ammonizioni        | Espulsioni         | Presenze          | Reti              | Ammonizioni       | Espulsioni        | Presenze | Reti   | Ammonizioni | Espulsioni |
| ------------ | ------------------ | ------------------ | ------------------ | ------------------ | ----------------- | ----------------- | ----------------- | ----------------- | -------- | ------ | ----------- | ---------- |
| H. Crawatzo  | 23                 | 2                  | 0                  | 0                  | 0                 | 0                 | 0                 | 0                 | 23       | 2      | 0           | 0          |
| A. Ernst     | 1                  | 0                  | 0                  | 0                  | 0                 | 0                 | 0                 | 0                 | 1        | 0      | 0           | 0          |
| S. Gollers   | 1                  | 0                  | 0                  | 0                  | 0                 | 0                 | 0                 | 0                 | 1        | 0      | 0           | 0          |
| H. Höttges   | 25                 | 0                  | 0                  | 0                  | 1                 | 0                 | 0                 | 0                 | 26       | 0      | 0           | 0          |
| A. Jansen    | 27                 | 0                  | 0                  | 0                  | 1                 | 0                 | 0                 | 0                 | 28       | 0      | 0           | 0          |
| U. Kohn      | 25                 | 14                 | 0                  | 0                  | 1                 | 1                 | 0                 | 0                 | 26       | 15     | 0           | 0          |
| H. Laumen    | 13                 | 6                  | 0                  | 0                  | 1                 | 0                 | 0                 | 0                 | 14       | 6      | 0           | 0          |
| H. Lowin     | 28                 | 1                  | 0                  | 0                  | 1                 | 0                 | 0                 | 0                 | 29       | 1      | 0           | 0          |
| E. Milder    | 27                 | 1                  | 0                  | 0                  | 1                 | 0                 | 0                 | 0                 | 28       | 1      | 0           | 0          |
| K. Mülhausen | 24                 | 6                  | 0                  | 0                  | 1                 | 0                 | 0                 | 0                 | 25       | 6      | 0           | 0          |
| G. Netzer    | 27                 | 5                  | 0                  | 0                  | 1                 | 0                 | 0                 | 0                 | 28       | 5      | 0           | 0          |
| M. Orzessek  | 28                 | 0                  | 0                  | 0                  | 1                 | 0                 | 0                 | 0                 | 29       | 0      | 0           | 0          |
| R. Pöggeler  | 20                 | 11                 | 0                  | 0                  | 0                 | 0                 | 0                 | 0                 | 20       | 11     | 0           | 0          |
| H. Raßmanns  | 4                  | 0                  | 0                  | 0                  | 1                 | 0                 | 0                 | 0                 | 5        | 0      | 0           | 0          |
| G. Schommen  | 24                 | 3                  | 0                  | 0                  | 1                 | 0                 | 0                 | 0                 | 25       | 3      | 0           | 0          |
| W. Weigel    | 1                  | 0                  | 0                  | 0                  | 0                 | 0                 | 0                 | 0                 | 1        | 0      | 0           | 0          |
| W. Wimmer    | 8                  | 0                  | 0                  | 0                  | 0                 | 0                 | 0                 | 0                 | 8        | 0      | 0           | 0          |
| H. de Lange  | 2                  | 0                  | 0                  | 0                  | 0                 | 0                 | 0                 | 0                 | 2        | 0      | 0           | 0          |